# Thriller
«Thriller» (з англ. «Трилер» або «Жах») — пісня американського співака Майкла Джексона, що ввійшла у його однойменний шостий сольний альбом. Окрім Джексона текст у пісні читає актор Вінсент Прайс. Перша назва синглу — «Starlight».
Пісня також відома своїм чотирнадцятихвилинним музичним відео. Кліп нагадує американські фільми жахів 1950-тих. Його визнано найвдалішим музичним відео за всю історію людства. У 2009 році Thriller став першим кліпом, який занесено до Національного реєстру фільмів США. Мешканці СРСР вперше масово побачили фільм лише у 1990.

## Випуск пісні
Випуск пісні відбувся 12 Листопада 1983 року в більшості країн, а 23 Січня 1984 року в (США) і була випущена лейблом Epic Records.

## Музичне відео
Музичне відео на пісню було зняте у Жовтні 1983 року режисером Джоном Лендісом. Бюджет становив 1 млн. доларів. Музичне відео знімали в Жовтні 1983 року, зйомки: сцена в кінозалі на вулиці (630 S Broadway, Los Angeles, CA 90014, Сполучені Штати Америки); сцена з зомбі, які танцюють на вулиці (3699 Union Pacific Ave Los Angeles, CA 90023, Сполучені Штати Америки); сцена в покинутому будинку на вулиці (Angeleno Heights 1345 Carroll Avenue).
Прем'єра музичного відео відбулася 2 Грудня 1983 року на каналі MTV. Музичне відео «Michael Jackson's Thriller Music Video» було визнано найкращим відео всіх часів і народів.

## Концертні виступи
Вперше співак виконав Thriller на The Victory Tour у складі групи The Jacksons.
Далі пісня увійшла в концертні програми всіх трьох сольних турів Джексона. У березні 2009 року Майкл анонсував тур із 50 концертів у Лондоні під назвою This Is It. У концертну програму була включена і ця пісня. Для цього туру готувався особливий номер. Також пісня повинна була закінчитися двома семплами з пісень Ghosts - Underscore і Threatened. Тур скасували через раптову смерть співака у червні 2009, менше ніж за місяць до початку туру.

## Чарти
| Чарт (1983/1984)                             | Peak position  |
| -------------------------------------------- | -------------- |
| Australian ARIA Charts                       | 4              |
| Belgian VRT Top 30                           | 1              |
| Danish Singles Chart                         | 3              |
| Dutch Singles Chart                          | 3              |
| French Singles Chart                         | 1              |
| German Singles Chart                         | 21             |
| Irish Singles Chart                          | 4              |
| Swedish Singles Chart                        | 20             |
| UK Singles Chart                             | 10             |
| U.S. Billboard Hot 100                       | 4              |
| U.S. Billboard Hot R&B/Hip-Hop Songs         | 3              |
| U.S. Billboard Adult Contemporary            | 24             |
| U.S. Billboard Dance Music/Club Play Singles | 1              |
| Чарт (2009)                                  | Пікова позиція |
| Australian ARIA Charts                       | 3              |
| Belgium Singles Chart (Wallonia)             | 2              |
| Belgium Singles Chart (Flemish)              | 3              |
| Danish Singles Chart                         | 25             |
| Denmark Singles Top 40                       | 25             |
| Finnish Singles Chart                        | 11             |
| French Digital Singles Chart                 | 3              |
| German Singles Chart                         | 9              |
| Norwegian Singles Chart                      | 7              |
| Irish Singles Chart                          | 8              |
| Italian Singles Chart                        | 2              |
| Japan Singles Top 100                        | 41             |
| New Zealand Singles Chart                    | 12             |
| Spanish Singles Charts                       | 1              |
| Swedish Singles Chart                        | 10             |
| Swiss Singles Chart                          | 3              |
| UK Singles Chart                             | 12             |
| U.S. Billboard Hot Digital Songs             | 2              |